# Batesimalva
Batesimalva é um género botânico pertencente à família Malvaceae.